# 山南隆子机场
山南隆子机场（藏語：ལྷོ་ཁ་ལྷུན་རྩེ་གནམ་གྲུ་ཐང་，威利转写：Lho kha lhun rtse gnam gru thang， Shannan Longzi Airport），位于中国西藏自治区山南市隆子县隆子镇麦莎村、扎果村和日当镇加洛村交界处，为4C级军民合用支线机场，海拔3950米，东距隆子县县城约11千米。

## 国内航线
2025夏秋航季
| 航空公司           | 目的地    |
| ------------------ | --------- |
| 中国国际航空（CA） | 成都/雙流 |